# 特拉帕尼圣母领报圣殿

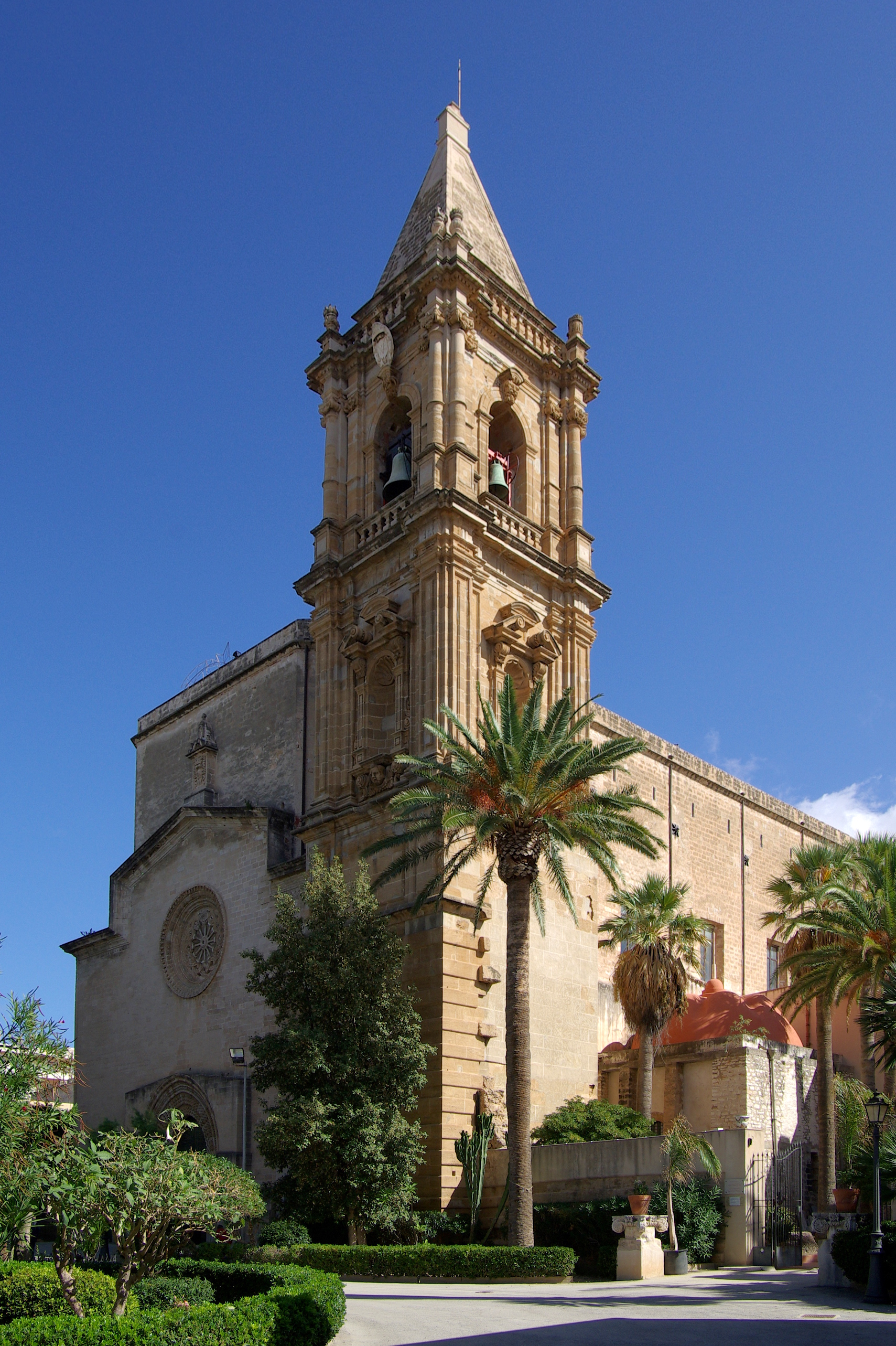

特拉帕尼圣母领报圣殿（Basilica-Sanctuary of Maria Santissima Annunziata）是一座罗马天主教宗座圣殿，在西西里的特拉帕尼，供奉加尔默罗山圣母。该堂属于天主教特拉帕尼教区。

## 圣殿
该堂最初由加尔默罗会于1315-1332年建造，1760年重建。堂内有一尊18世纪制作的银雕像，内有圣亚尔伯的头骨，还有格肋孟的圣髑。

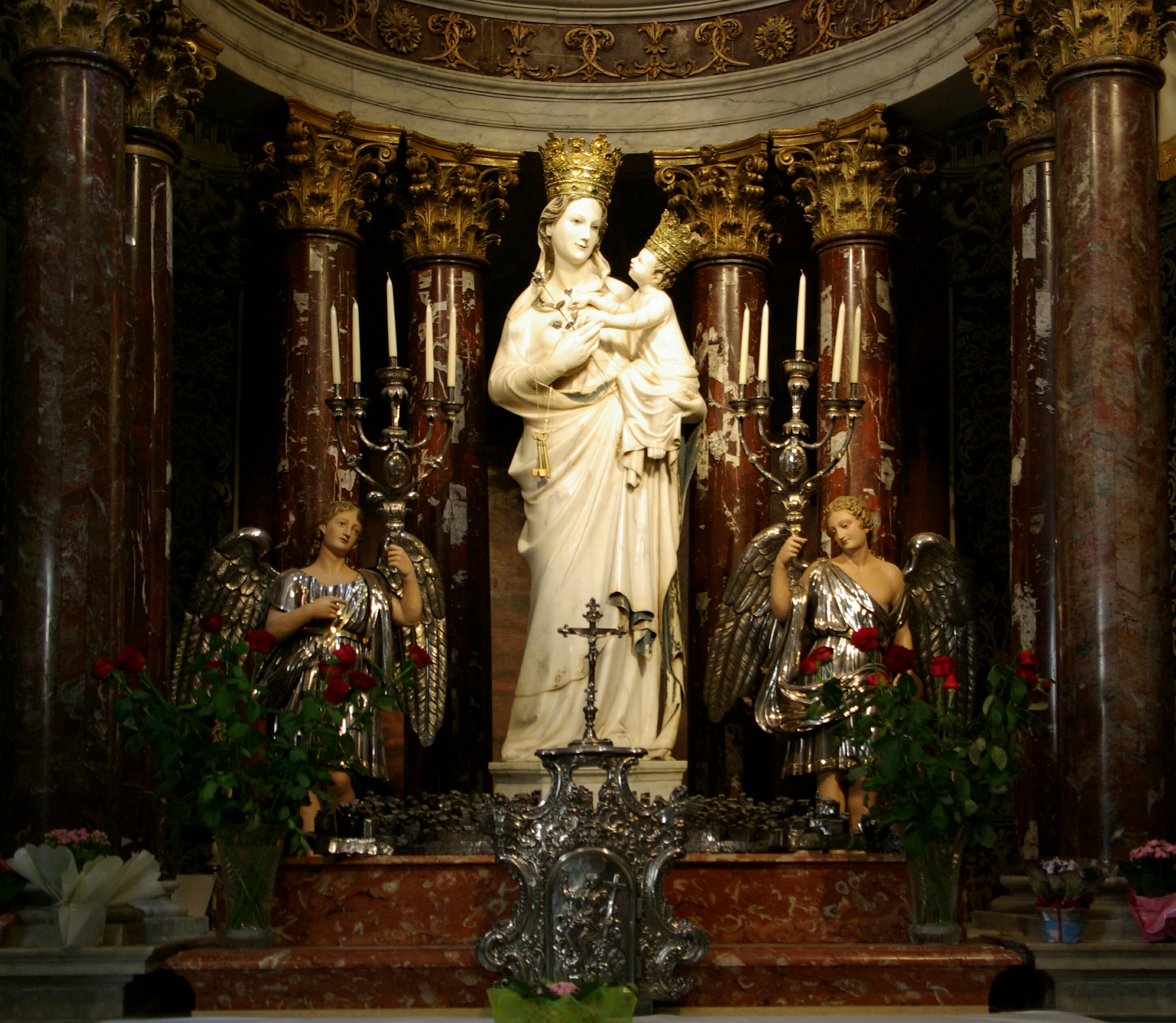
特拉帕尼圣母雕像

## 圣母像
堂内有特拉帕尼圣母的大理石雕像，可能是尼诺·皮萨诺的作品。雕像真人大小，重12吨，高165厘米。她左边抱着婴儿耶稣。

## 博物馆
今天在古代的修道院成立了阿戈斯蒂诺·佩波利地区博物馆，是西西里岛最重要的博物馆之一。